# Cebus libidinosus
Cebus libidinosus е вид бозайник от семейство Капуцинови (Cebidae).

## Разпространение
Видът е разпространен в Бразилия (Алагоас, Баия, Гояс, Мараняо, Мато Гросо, Мато Гросо до Сул, Минас Жерайс, Пара, Параиба, Пернамбуко, Пиауи, Рио Гранди до Норти, Сеара и Токантинс).